# Igarapava

Igarapava este un oraș în São Paulo (SP), Brazilia.